# Гадзало Ярослав Михайлович
Гадзало Ярослав Михайлович (нар. 3 серпня 1958, Артищів) — президент Національної академії аграрних наук України, доктор сільськогосподарських наук, академік НААН (Відділення землеробства і рослинництва, захист рослин, захист ягідних культур, 11.2007); лауреат Державної премії України в галузі науки і техніки (2015); заступник голови АПУ, голова Львівської обласної організації.

## Біографія
Народився 3 серпня 1958 (село Артищів, Городоцький район, Львівська область); українець; батько Михайло Степанович (1931—1995); мати Марія Федорівна (1929—1995); дружина Галина Степанівна (1962) — економіст; син Андрій (1984); дочка Оксана (1989); син Олег (2000).
Освіта: Вишнянський радгосп-технікум (1977); Українська сільськогосподарська академія, факультет захисту рослин (1978—1983), аспірантура там же (1983—1986); кандидатська дисертація «Ентомофауна малини і боротьба з шкідливими видами в центральному Лісостепу УРСР» (Українська сільськогосподарська академія, 1986); докторська дисертація «Агробіологічне обґрунтування інтегрованого захисту ягідних насаджень від шкідників у північно-західному Лісостепу і Поліссі України» (1999, Національний аграрний університет).
- З 1983 — аспірант, з 1986 — викладач, заступник декана факультету захисту рослин Української сільськогосподарської академії.
- З 1987 — заступник голови колгоспу, село Завидовичі Городоцького району; перший заступник генерального директора АПК «Городоцький»; начальник Городоцького районного управління сільського господарства; голова Городоцької райради народних депутатів.
- Вересень 1995 — травень 1998 — голова Городоцької райдержадміністрації[2][3].
- З травня 1998 — заступник голови з питань агропромислового комплексу, перший заступник голови Львівської облдержадміністрації.
- 5 липня 2001 — 30 квітня 2002 — голова Львівської облради.
- Червень 2002 — липень 2006 — перший заступник Голови Державного комітету України з водного господарства[4][5].
- Квітень 2007 — квітень 2010 — заступник Міністра аграрної політики України[6][7].
- 2013 — президент НААН.

Був завідувачем кафедри ентомології Національного аграрного університету.
Був депутатом Львівської облради (з 1995).
Член-кореспондент УААН (2002).
Державний службовець 3-го рангу (06.2000).
Заслужений працівник сільського господарства України (10.1997). Почесна грамота Кабінету Міністрів України (11.2000). Орден «За заслуги» III (08.2001), II ст. (01.2010).
Автор (співавтор) понад 50 наукових праць.